# Радаев, Геннадий Николаевич
Геннадий Николаевич Радаев (род. 21 августа 1937, Новосибирск) — советский хоккеист, нападающий.
Родился 21 августа 1937 года в Новосибирске. В возрасте четырнадцати лет вошёл в состав ДЮСШ «Динамо» в Новосибирске. В первенстве СССР играл за новосибирские команды «Динамо» (1955/56 — 1961/62) и «Сибирь» (1962/63 — 1965/66). Играющий тренер (1965/66), старший тренер (1966/67), помощник тренера (1967/68 — 1968/69) «Сибири».